# Arvid Annerås
Karl Erik Arvid Annerås (i riksdagen kallad Annerås i Lindome), född Andersson 13 augusti 1913 i Karl Johans församling i Göteborg, död 11 juni 2007 i Lindome församling i Västra Götalands län, var en svensk köpman och politiker (folkpartist).
Arvid Annerås, som var son till en möbelsnickare, var köpman i Lindome där han också var ledande kommunpolitiker, bland annat som kommunalfullmäktiges ordförande 1965–1968 och därefter kommunalnämndens ordförande. Han var också ordförande i folkpartiets valkretsförbund (nuvarande länsförbund) i Hallands län 1960–1970. Mellan 1968 och 1970 satt han i Hallands läns landstingsfullmäktige. Han var även ordförande i styrelsen för en sammanslutning som verkade för mellankommunal samverkan mellan Göteborgs förorter.
Han var riksdagsledamot 1969–1973, fram till 1970 i första kammaren för Kronobergs läns och Hallands läns valkrets och därefter i enkammarriksdagen för Bohusläns valkrets (valkretsbytet hängde ihop med att Lindome bytte länstillhörighet vid kommunsammanslagningarna). Han var även riksdagsersättare kortare perioder 1975 och 1976. I riksdagen var han bland annat suppleant i bevillningsutskottet 1969, bankoutskottet 1970, lagutskottet 1971–1972 och utrikesutskottet 1975–1976. Han engagerade sig bland annat i skatter och fiskepolitik.
Arvid Annerås är begravd på Lindome kyrkogård.